# Trần Quốc Nam
Trần Quốc Nam (sinh ngày 27 tháng 12 năm 1971) là chính trị gia nước Cộng hòa xã hội chủ nghĩa Việt Nam. Ông hiện là Phó Bí thư Tỉnh ủy, Bí thư Đảng ủy UBND tỉnh, Chủ tịch Ủy ban nhân dân tỉnh Khánh Hòa.
Ông nguyên là Phó Bí thư Tỉnh ủy, Bí thư Đảng ủy UBND tỉnh, Chủ tịch Ủy ban nhân dân tỉnh Ninh Thuận và kiêm nhiệm các vị trí lãnh đạo hành pháp tỉnh Ninh Thuận. Trưởng ban Tổ chức Tỉnh ủy Ninh Thuận; Thường vụ Tỉnh ủy, Phó Chủ tịch Ủy ban nhân dân tỉnh Ninh Thuận; Tỉnh ủy viên, Chánh Văn phòng Ủy ban nhân dân tỉnh Ninh Thuận.
Trần Quốc Nam là Đảng viên Đảng Cộng sản Việt Nam, học vị Kỹ sư Lâm nghiệp, Thạc sĩ Nông nghiệp, Tiến sĩ Lâm sinh, Cao cấp lý luận chính trị. Trong sự nghiệp của mình, ông có hơn 25 năm công tác ở tỉnh Ninh Thuận.

## Xuất thân và giáo dục
Trần Quốc Nam sinh ngày 27 tháng 12 năm 1971 tại xã Vân Sơn, huyện Sơn Dương, tỉnh Tuyên Quang, Việt Nam Dân chủ Cộng hòa; quê quán tại xã Đức Hòa, huyện Mộ Đức, tỉnh Quảng Ngãi. Ông lớn lên và theo học phổ thông tại Tuyên Quang. Sau đó, ông tới thủ đô Hà Nội, theo học đại học và nhận bằng Kỹ sư Lâm nghiệp. Ông tiếp tục học cao học và nhận bằng Thạc sĩ Nông nghiệp. Sau đó, ông là nghiên cứu sinh tại Trường Đại học Nông Lâm Thành phố Hồ Chí Minh, bảo vệ thành công Luận án tiến sĩ đề tài: Phát triển hệ thống nông lâm kết hợp bền vững tại khu vực miền núi tỉnh Ninh Thuận, trở thành Tiến sĩ Lâm sinh vào năm 2015.
Ngày 02 tháng 7 năm 1998, ông được kết nạp Đảng Cộng sản Việt Nam, trở thành đảng viên chính thức vào ngày 02 tháng 7 năm 1999. Trong quá trình hoạt động Đảng và Nhà nước, ông theo học các khóa tại Học viện Chính trị Quốc gia Hồ Chí Minh, nhận bằng Cao cấp lý luận chính trị. Hiện nay, ông thường trú tại số 12 đường Phạm Ngũ Lão, Khu phố 9, phường Phước Mỹ, thành phố Phan Rang – Tháp Chàm, tỉnh Ninh Thuận.

## Sự nghiệp

### Các giai đoạn
Tháng 6 năm 1996, sau khi hoàn thành quá trình học tập, Trần Quốc Nam tới tỉnh Ninh Thuận(cũ), bắt đầu sự nghiệp của mình với vị trí Chuyên viên Văn phòng Ủy ban nhân dân huyện Ninh Sơn, tỉnh Ninh Thuận(cũ). Tháng 5 năm 2000, ông được chuyển lên làm Chuyên viên Văn phòng Ủy ban nhân dân tỉnh Ninh Thuận. Tháng 3 năm 2006, ông là Đảng ủy viên Đảng bộ, Phó Bí thư Chi bộ, Trưởng phòng Nghiên cứu – Tổng hợp, Văn phòng Ủy ban nhân dân tỉnh Ninh Thuận. Đến tháng 1 năm 2008, ông nhậm chức Phó Bí thư Đảng bộ, Phó Chánh Văn phòng Ủy ban nhân dân tỉnh Ninh Thuận. Từ tháng 5 năm 2010 đến tháng 4 năm 2012, ông được điều chuyển về địa phương làm Ủy viên Ban Thường vụ Huyện ủy, Phó Bí thư Huyện ủy, Chủ tịch Ủy ban nhân dân huyện Ninh Sơn.
Tháng 5 năm 2012, ông được bổ nhiệm làm Bí thư Đảng bộ, Chánh Văn phòng Ủy ban nhân dân tỉnh Ninh Thuận; được bầu bổ sung là Tỉnh ủy viên từ tháng 9 năm 2014. Ngày 12 tháng 1 năm 2016, Trần Quốc Nam được bầu làm Phó Chủ tịch Ủy ban nhân dân tỉnh Ninh Thuận. Đến ngày 03 tháng 6 năm 2020, kỳ họp bất thường của Tỉnh ủy Ninh Thuận diễn ra, bầu ông làm Ủy viên Ban Thường vụ Tỉnh ủy. Ông nhậm chức Trưởng ban Tổ chức Tỉnh ủy Ninh Thuận từ ngày 01 tháng 7 năm 2020 và miễn nhiệm Phó Chủ tịch tỉnh vào ngày 13 tháng 8 năm 2020.

### Chủ tịch UBND tỉnh Ninh Thuận
Ngày 27 tháng 10 năm 2020, tại Đại hội Đảng bộ tinh Ninh Thuận lần thứ XIV, khóa 2020 – 2025, ông được bầu làm Phó Bí thư Tỉnh ủy Ninh Thuận. Ngày 16 tháng 11 năm 2020, Hội đồng nhân dân tỉnh Ninh Thuận khóa X, nhiệm kỳ 2016 – 2021 tổ chức kỳ họp thứ 15 để kiện toàn các chức danh lãnh đạo Ủy ban nhân dân tỉnh Ninh Thuận theo luật định, tiến hành biểu quyết miễn nhiệm chức vụ Chủ tịch Ủy ban nhân dân tỉnh nhiệm kỳ 2016 – 2021 đối với Lưu Xuân Vĩnh. Tại kỳ họp, 100% đại biểu đã nhất trí bầu Trần Quốc Nam giữ chức Chủ tịch Ủy ban nhân dân tỉnh Ninh Thuận. Ngày 20 tháng 11, Thủ tướng Nguyễn Xuân Phúc quyết định phê chuẩn kết quả bầu chức vụ Chủ tịch Ủy ban nhân dân tỉnh Ninh Thuận đối với chức vụ của ông.

### Chủ tịch UBND tỉnh Khánh Hòa
Theo Quyết định số 1288/QĐ-TTg ngày 24/6/2025 của Thủ tướng Chính phủ, ông Trần Quốc Nam, Phó Bí thư Tỉnh ủy Khánh Hòa (mới) nhiệm kỳ 2020 – 2025, được chỉ định giữ chức Chủ tịch UBND tỉnh Khánh Hòa (mới) nhiệm kỳ 2021 – 2026.

## Khen thưởng
Trong sự nghiệp, Trần Quốc Nam được trao tặng các giải thưởng như:
- Huân chương Lao động hạng Ba năm 2019;
- Bằng khen của Thủ tướng Chính phủ Nguyễn Xuân Phúc năm 2020;
- Chiến sĩ thi đua toàn quốc năm 2015;
- Bằng khen của Bộ trưởng, Chủ nhiệm Văn phòng Chính phủ năm 2009;